# Опина
Опина (слч. Opiná) насељено је мјесто са административним статусом сеоске општине (слч. obec) у округу Кошице-околина, у Кошичком крају, Словачка Република.

## Становништво
| Година:    | 1994. | 2004.   | 2014.   | 2024.   |
| ---------- | ----- | ------- | ------- | ------- |
| Број људи: | 163   | 176     | 190     | 195     |
| Разлика:   |       | +7,97 % | +7,95 % | +2,63 % |

| Година:    | 2023. | 2024.  |
| ---------- | ----- | ------ |
| Број људи: | 200   | 195    |
| Разлика:   |       | -2,5 % |

Према подацима о броју становника из 2011. године насеље је имало 200 становника.